# Усть-Кезес
Усть-Кезе́с (рос. Усть-Кезес) — селище у складі Таштагольського району Кемеровської області, Росія. Входить до складу Усть-Кабирзинського сільського поселення.

## Населення
Населення — 24 особи (2010; 31 у 2002).
Національний склад (станом на 2002 рік):
- шорці — 74 %
- росіяни — 26 %